# Сесар Евора
Сесар Евора (на испански: César Évora) е кубински актьор, изградил кариерата си в Мексико.

## Биография
Изучава специалност „Геофизика“, докато един ден се явява на кастинг и е избран сред 500 кандидати. След като започва актьорската си кариера, решава да се установи в Мексико, а през 1999 г. получава мексиканско гражданство. Сесар Евора е първи братовчед на кубинската писателка Даина Чавиано.

## Филмография

### Теленовели
- Осмелявам се да те обичам (2025) ... Валенте Перес-Солер
- Бегълци, в търсене на свобода (2024) ... Патрисио Рохас
- Мините на страстта (2023) ... Игнасио Виямисар
- Прости нашите грехове (2023) ... Ектор Моралес
- Помощ! Влюбвам се (2021) ... Леополдо Фернандес
- Какво се случва със семейството ми? (2021) ... Хесус Рохас
- Подарен живот (2020) ... Нелсън
- Да преодолееш страха (2020) ... Орасио Сифуентес
- Ринго (2019) ... Оскар Вияр
- В диви земи (2017) ... Артуро Отеро
- Двойният живот на Естела Карийо (2017) ... Валтер Кабрера
- Амазонките (2016) ... Викториано Сантос
- Не ме оставяй (2015 – 2016) ... Освалдо Теран
- До края на света (2014 – 2015) ... Франсиско Фернандес
- Бурята (2013) ... Фулхенсио Саласар
- Необуздано сърце (2013) ... Алехандро Мендоса
- Смела любов (2012) ... Дионисио Ферер
- Бездната на страстта (2012) ... Росендо Аранго
- Триумф на любовта (2010 – 2011) ... Ериберто Риос Бернал
- Изпълнена с любов (2010 – 2011) ... Емилиано Руис и де Тереса
- В името на любовта (2008 – 2009) ... Еухенио Лисарде
- По дяволите красавците (2007 – 2008) ... Констансио Белмонте Ласкурайн
- Аз обичам неустоимия Хуан (2007 – 2008) ... Самуел Качон
- Любов без грим (2007) ... Педро Риос
- Свят на хищници (2006 – 2007) ... Габриел Сервантес Браво / Дамян Мартинес Гера
- Мащехата (2005) ... Естебан Сан Роман
- Девствената съпруга (2005) ... Едмундо Риваденейра
- Тъмна орис (2003 – 2004) ... Атилио Монтенегро
- Уханието на любовта (2002 – 2003) ... Луис Авила
- Любов и омраза (2002) ... Октавио Виляреал
- Изворът (2001 – 2002) ... Ригоберто Валдес
- Прегърни ме много силно (2000 – 2001) ... Федерико Риверо
- Лабиринти на страстта (1999 – 2000) ... Габриел Алмада
- Право на любов (1998 – 1999) ... Хуан де ла Крус
- Добри хора (1997) ... Хайме Дюма
- Лус Кларита (1996 – 1997) ... Мариано де ла Фуенте
- Плантация на страсти (1996) ... Амадор Монтеро
- Ако Бог ми отнеме живота (1995) ... Антонио Фоскари
- Розови връзки за обувки (1994 – 1995) ... Естебан Армендарес
- Диво сърце (1993 – 1994) ... Марсело Ромеро Варгас
- Pasión y prejuicio (1992) ... Алберто
- Sin perder la ternura (1992)

### Сериали
- Последният крал (2022) ... Манхарес
- Día y Noche (1993)

### Филми
- Trópico de sangre (2010)
- Gertrudis (1991)
- La bella de Alhambra (1989)
- Barrio Negro (1989)
- Capablanca (1986)
- Un hombre de éxito (1986)
- Una novia para David (1985)
- Caturla (1985)
- Habanera (1984)
- Amada (1983)
- Cecilia (1981)

### Театър
- Variaciones enigmáticas (2017)
- Cartas de amor (2006 – 2007)
- El Huevo de Pascua (2006)
- Trampa de muerte (2004)
- Los derechos de la mujer (2000)
- Tú mientes, yo miento, todos mentimos (1998 – 1999)

## Награди и номинации
Награди TVyNovelas (Мексико)
| Година | Категория                           | Теленовела              | Резултат  |
| ------ | ----------------------------------- | ----------------------- | --------- |
| 2017   | Най-добър пръв актьор               | Амазонките              | Печели    |
| 2013   | Най-добър актьор в отрицателна роля | Смела любов             | Номиниран |
| 2012   | Най-добър пръв актьор               | Триумф на любовта       | Печели    |
| 2007   | Най-добър актьор в отрицателна роля | Свят на хищници         | Печели    |
| 2006   | Най-добър актьор в положителна роля | Мащехата                | Номиниран |
| 2006   | Най-добър актьор в поддържаща роля  | Девствената съпруга     | Номиниран |
| 2004   | Най-добър актьор в отрицателна роля | Тъмна орис              | Печели    |
| 2002   | Най-добър актьор в положителан роля | Любов и омраза          | Номиниран |
| 2001   | Най-добър актьор в отрицателна роля | Прегърни ме много силно | Печели    |
| 2001   | Най-добър пръв актьор               | Прегърни ме много силно | Номиниран |
| 1999   | Най-добър актьор в поддържаща роля  | Право на любов          | Печели    |
| 1994   | Най-добро мъжко откритие            | Диво сърце              | Номиниран |

Награди Златна палма
| Година | Категория                           | Теленовела     | Резултат  |
| ------ | ----------------------------------- | -------------- | --------- |
| 2004   | Най-добър актьор в отрицателна роля | Тъмна орис     | Печели    |
| 2003   | Най-добър актьор в положителна роля | Любов и омраза | Номиниран |

Награди INTE
| Година | Категория        | Теленовела     | Резултат  |
| ------ | ---------------- | -------------- | --------- |
| 2003   | Най-добър актьор | Любов и омраза | Номиниран |

Награди People en Español
| Година | Категория                           | Теленовела  | Резултат |
| ------ | ----------------------------------- | ----------- | -------- |
| 2013   | Най-добър актьор в отрицателна роля | Бурята      | Печели   |
| 2012   | Най-добър актьор в отрицателна роля | Смела любов | Печели   |

Награди Bravo
| Година | Категория                           | Теленовела            | Резултат |
| ------ | ----------------------------------- | --------------------- | -------- |
| 2007   | Най-добър актьор в отрицателна роля | Свят на хищници       | Печели   |
| 2000   | Най-добър актьор в положителна роля | Лабиринти на страстта | Печели   |